# Andrzej Krętowski
Andrzej Kazimierz Krętowski (ur. 21 sierpnia 1950 w Warszawie) – polski urzędnik konsularny; Konsul Generalny w Grodnie (2002–2007).

## Życiorys
Andrzej Krętowski ukończył studia na Wydziale Prawa i Administracji Uniwersytetu Warszawskiego (1973). Nadto studiował na Podyplomowym Studium Międzynarodowych Stosunków Gospodarczych przy Szkole Głównej Planowania i Statystyki (1976), Podyplomowym Studium Służby Zagranicznej Polskiego Instytutu Spraw Międzynarodowych (1983) oraz kursie letnim Prawa Międzynarodowego Prywatnego w Akademii Prawa Międzynarodowego w Hadze (1987). Podczas studiów zdobył uprawnienia sędziego lekkoatletycznego w Warszawskim Związku Lekkiej Atletyki.
W 1973 rozpoczął pracę w Ministerstwie Spraw Zagranicznych, w Departamencie Konsularnym. Pracował w Agencji Konsularnej RP we Lwowie na stanowisku konsula (1989–1993), w tym jako pełniący obowiązki kierownika placówki (od 1 maja 1991 do 9 lipca 1991). Przygotowywał m.in. wizyty prezydentów Wojciecha Jaruzelskiego i Lecha Wałęsy we Lwowie. W 1993 wrócił do kraju, zajmując się sprawami obywatelstwa, kwestiami repatriacji w Departamencie Konsularnym i Wychodźstwa. Z racji doświadczenia był wysyłany jako wsparcie merytoryczne w do placówek w Bratysławie (1999), Sarajewie (2000) oraz, w związku z pielgrzymką Jana Pawła II na Ukrainę, ponownie we Lwowie (2001). Od 2002 do 2007 pełnił funkcję Konsula Generalnego RP w Grodnie.